# Santuarios rupestres de la Acrópolis de Atenas
Los Santuarios rupestres de la Acrópolis de Atenas son las fisuras naturales en la roca de la colina de la Acrópolis que se utilizaban como lugares de culto para las divinidades del Panteón panhelénico en la antigüedad. Tradicionalmente se ha establecido una clara distinción entre la religión estatal practicada en la cima de la Acrópolis y la práctica del culto en los santuarios de las laderas inferiores. Recientemente, sin embargo, se ha despertado el interés por la experiencia religiosa individual o la piedad personal en la sociedad griega, de la que estos lugares de culto pueden ser la expresión. La siguiente descripción sigue el orden de los santuarios desde la fuente Clepsidra, en la cara noroeste de la Acrópolis, en el sentido de las agujas del reloj, pasando por el Peripatos hasta los pies del templo de Atenea Niké.

## Terraza de Zeus, Apolo y Pan

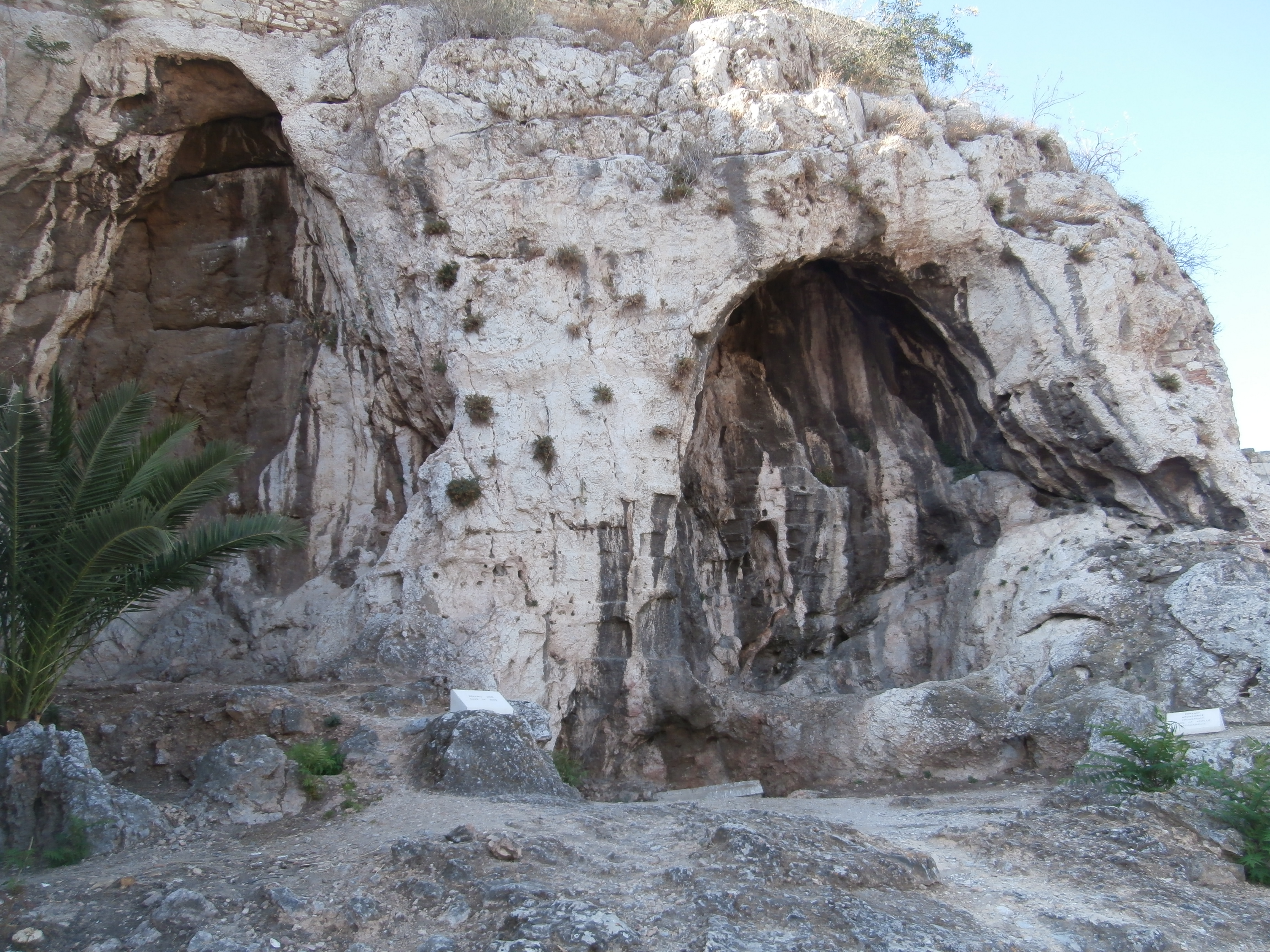
Santuarios rupestres de Zeus y Apolo.

La ladera noroeste de la roca de la Acrópolis está dominada por tres cuevas dedicadas al culto de Pan, Zeus y Apolo respectivamente. La cueva situada más al oeste de la terraza no es un santuario, sino una cavidad esculpida, denominada cueva A en la literatura arqueológica, con una superficie tallada en forma de podio que se utilizaba como mirador para la procesión panatenaica. Hacia el este, la siguiente cueva, la B, es la del Apolo Hipoacreo / Hypo Makrois (Apolo bajo las Rocas Altas / Largas, también venerado como Pitios). Aquí, según la tradición, Apolo se unió con la hija de Erecteo, Creúsa. De ese enlace nació Ion, el héroe ateniense. El santuario se identificó tras hallar en las inmediaciones unas placas de mármol en las que se detalla una corona y la inscripción de que eran una dedicatoria a Apolo de los nueve arcontes. 

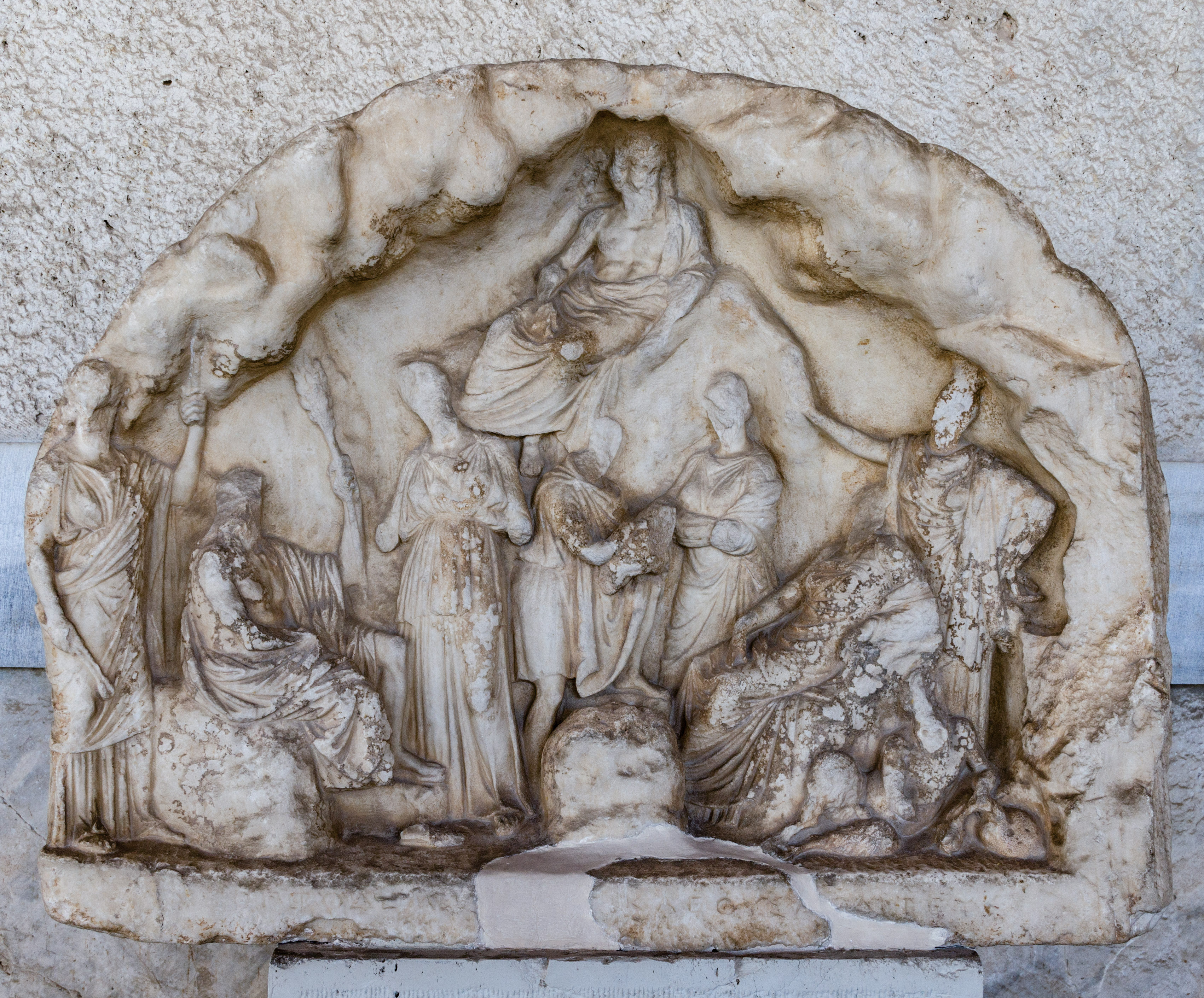
Relieve de Pan, Museo del Ágora.

La Cueva Media, también llamada cueva C en la literatura arqueológica, está datada en el siglo V y atribuida a Zeus Olimpio o Zeus Ceraunio, basándose en las interpretaciones de Tucídides y Estrabón.
La excavación de Kavvadias en 1896-1897 descubrió un sistema de cuevas previamente desconocido (identificado como D-D1, y más tarde otro, D2), esta cueva más oriental en la terraza estaba dedicada al dios Pan. Según la tradición, el dios contribuyó a la victoria de los griegos en la batalla de Maratón en 490 a. C. provocando pánico y miedo entre los persas. Los atenienses devolvieron su gratitud al dios estableciendo su culto en la ciudad. El santuario tenía forma tripartita con nichos tallados para la recepción de ofrendas votivas. La identificación del santuario se basó en los testimonios de Eurípides, Aristófanes  y Pausanias, así como el hallazgo de dos relieves votivos en el lugar, uno de los cuales representa al dios sentado sobre una roca tocando la flauta mientras una ninfa está de pie ante él, y el otro es el relieve de Pan, que muestra al dios entre otras deidades.

## Terraza de Afrodita y Eros

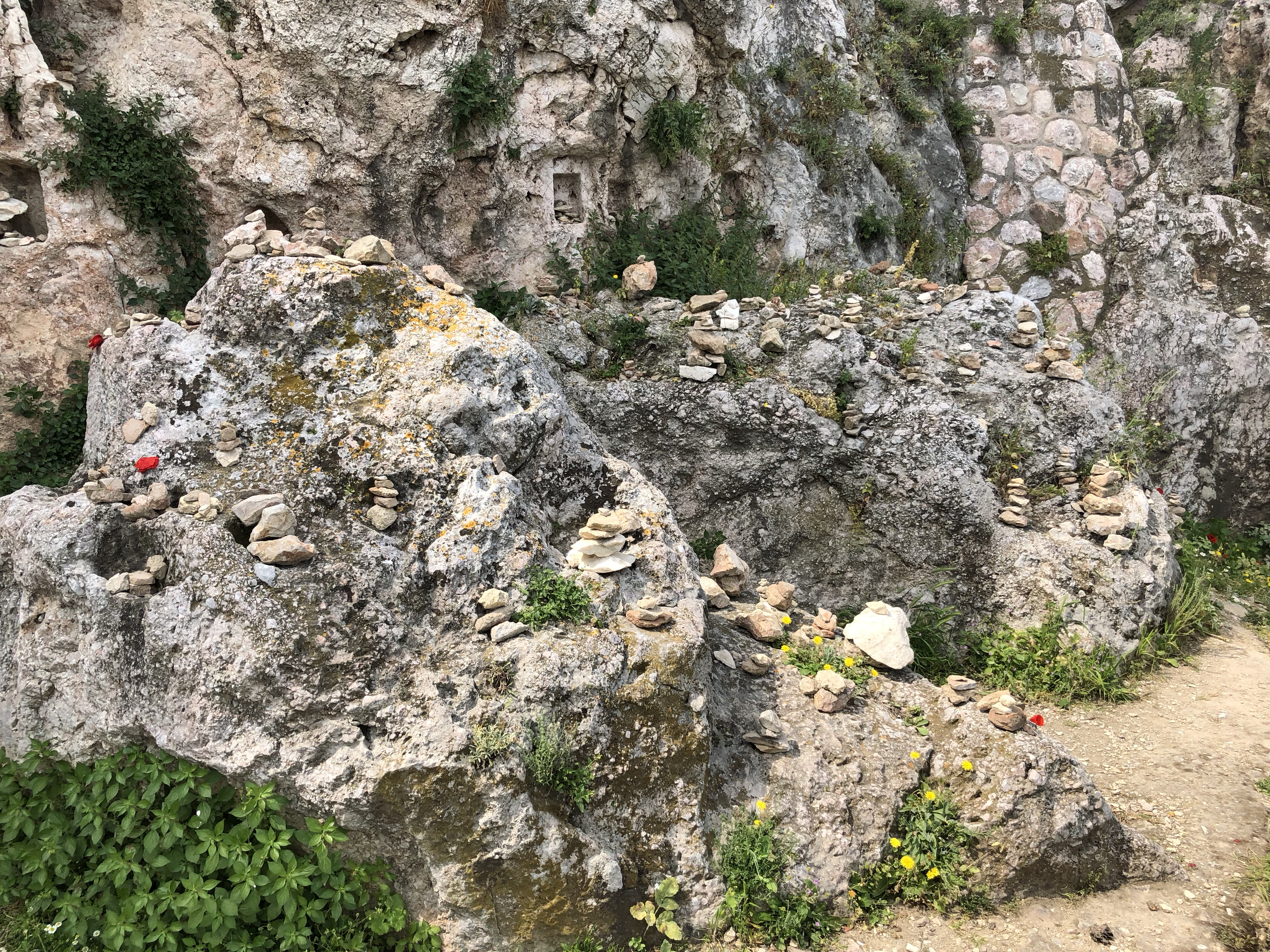
Santuario de Afrodita y Eros.

Más allá del Peripatos, un estrecho sendero conduce a una terraza de 30 x 14 m con un santuario al aire libre. Fue excavado por Oscar Broneer en 1932, quien identificó el lugar con Afrodita y Eros. También identificado como el santuario de Afrodita en los Jardines tras el pasaje de Pausanias que describe los ritos de las arréforas. La cueva está dividida en dos por un muro en los llamados santuarios oriental y medio. En la pared posterior hay tallados varios nichos votivos que probablemente albergaron estatuas u otras ofrendas votivas, la mayoría de los cuales datan de los siglos II o III a. C. El hallazgo más antiguo es del siglo V a. C.. También se encontraron pequeños relieves de mármol de genitales masculinos y femeninos, fragmentos de un relieve de mármol de nueve Erotes portando parafernalia de culto  de finales del siglo IV a. C.

## Aglaureo

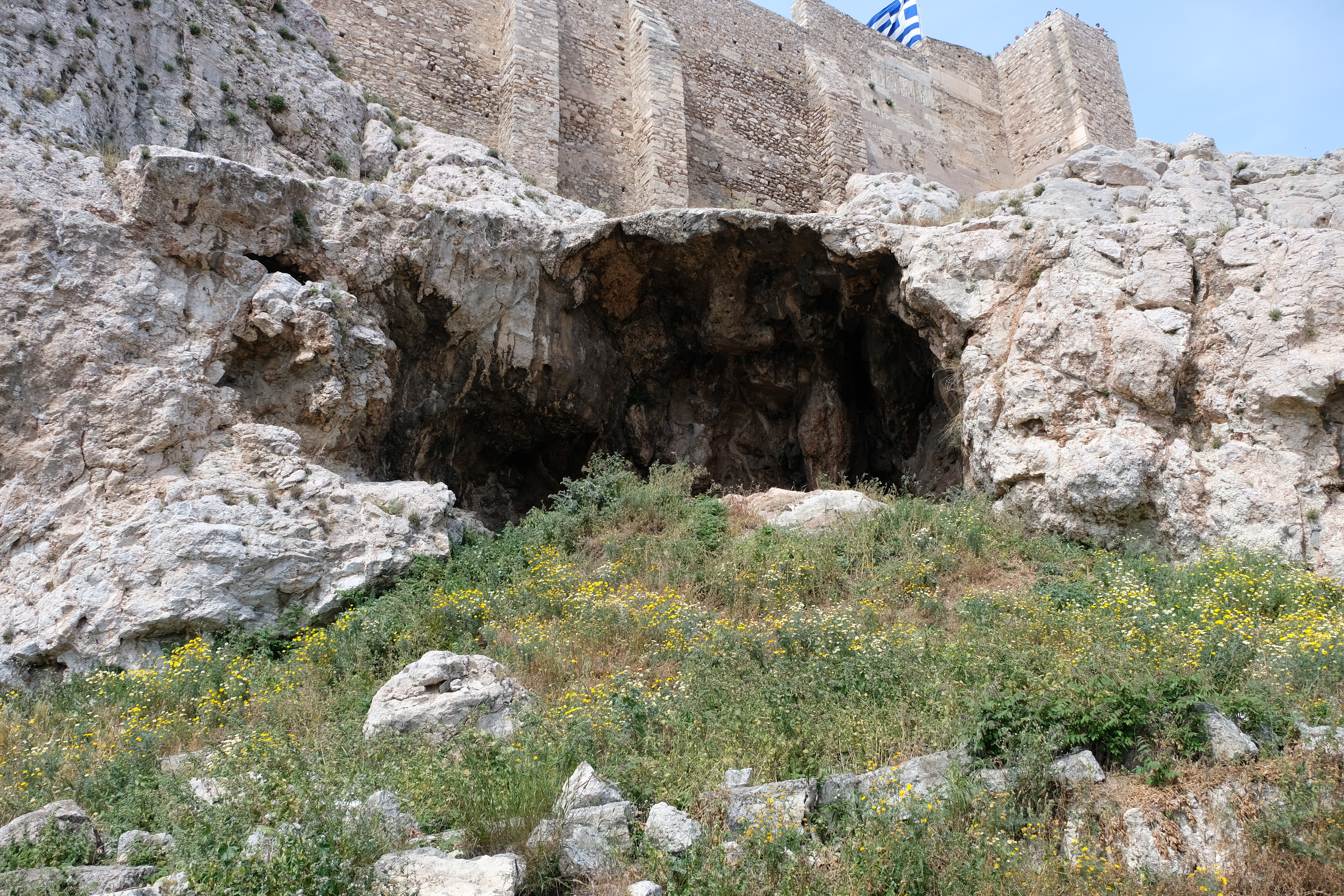
Aglaureo.

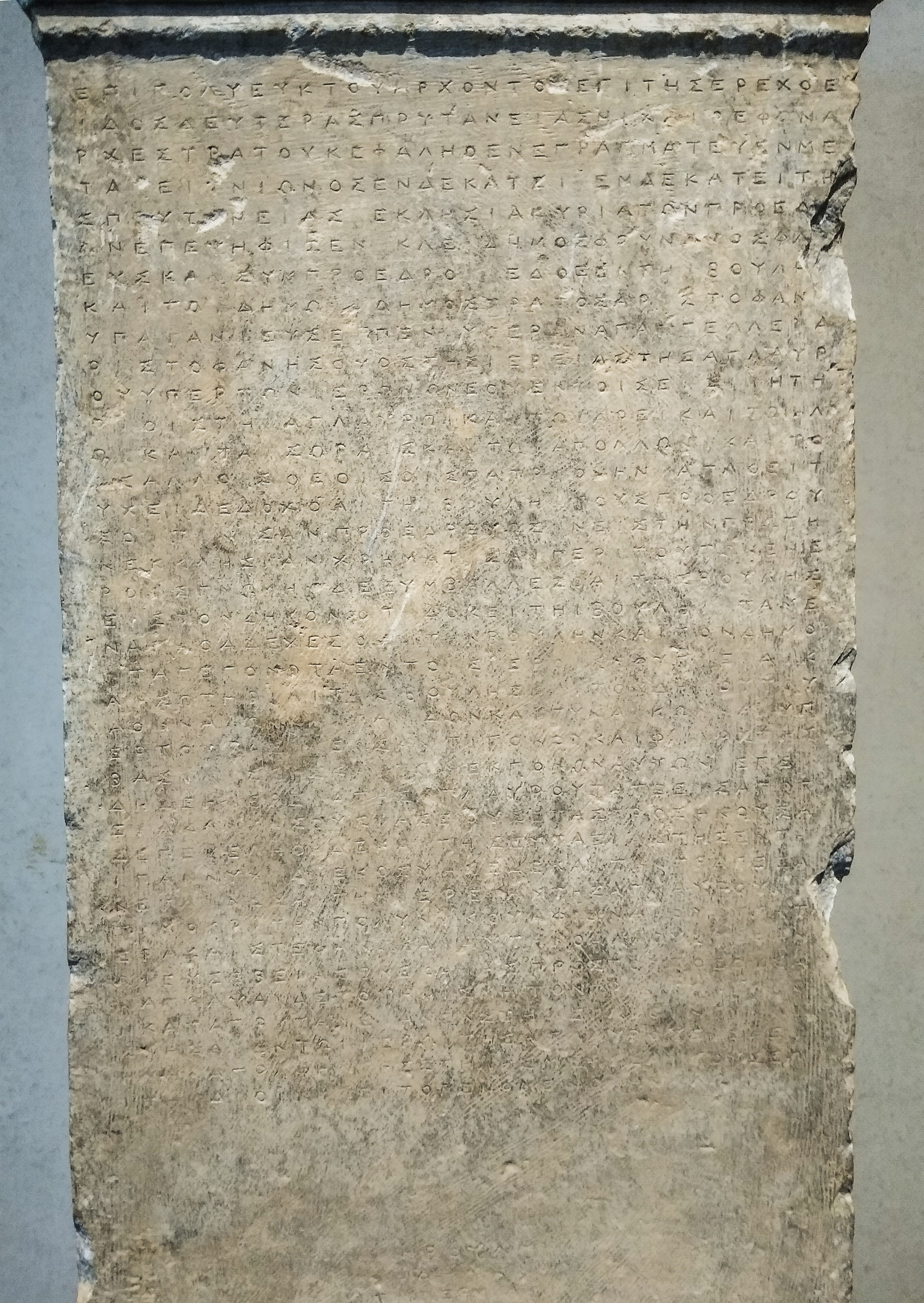
Estela SEG 33:115, Museo de la Acrópolis, Akr 13372.

En la ladera este se encuentra el Aglaureo, la mayor de las cuevas de la Acrópolis con 14 m de boca. Aglauro era una de las hijas de Cécrope, que según la leyenda saltó a la muerte para salvar la ciudad según lo decretado por el oráculo de Delfos. Heródoto recoge que los persas en  480 a. C. utilizaron esta parte de la colina para escalar la Acrópolis. Pausanias describió el Aglaureo como situado sobre el santuario de los Dioscuros cerca del Pritaneo. Estas fuentes fueron las únicas pistas no concluyentes sobre la ubicación del santuario, Datada en 247/6 o 246/5 a. C., la inscripción de la estela menciona a la sacerdotisa de Aglauros Timócrita, a la que el demos ateniense honró con este monumento conmemorativo. Esta estela formaba parte del peribolos (muro circundante) del santuario. Aunque el culto de Aglauro era un culto femenino, los efeboss también practicaban allí la Aglauria cuando juraban y recibían sus armas. La inscripción como hace referencia a una pannykhis (una vigilia que dura toda la noche) como parte del festival.

## Pan, Ninfas, Hermes, Isis, Temis

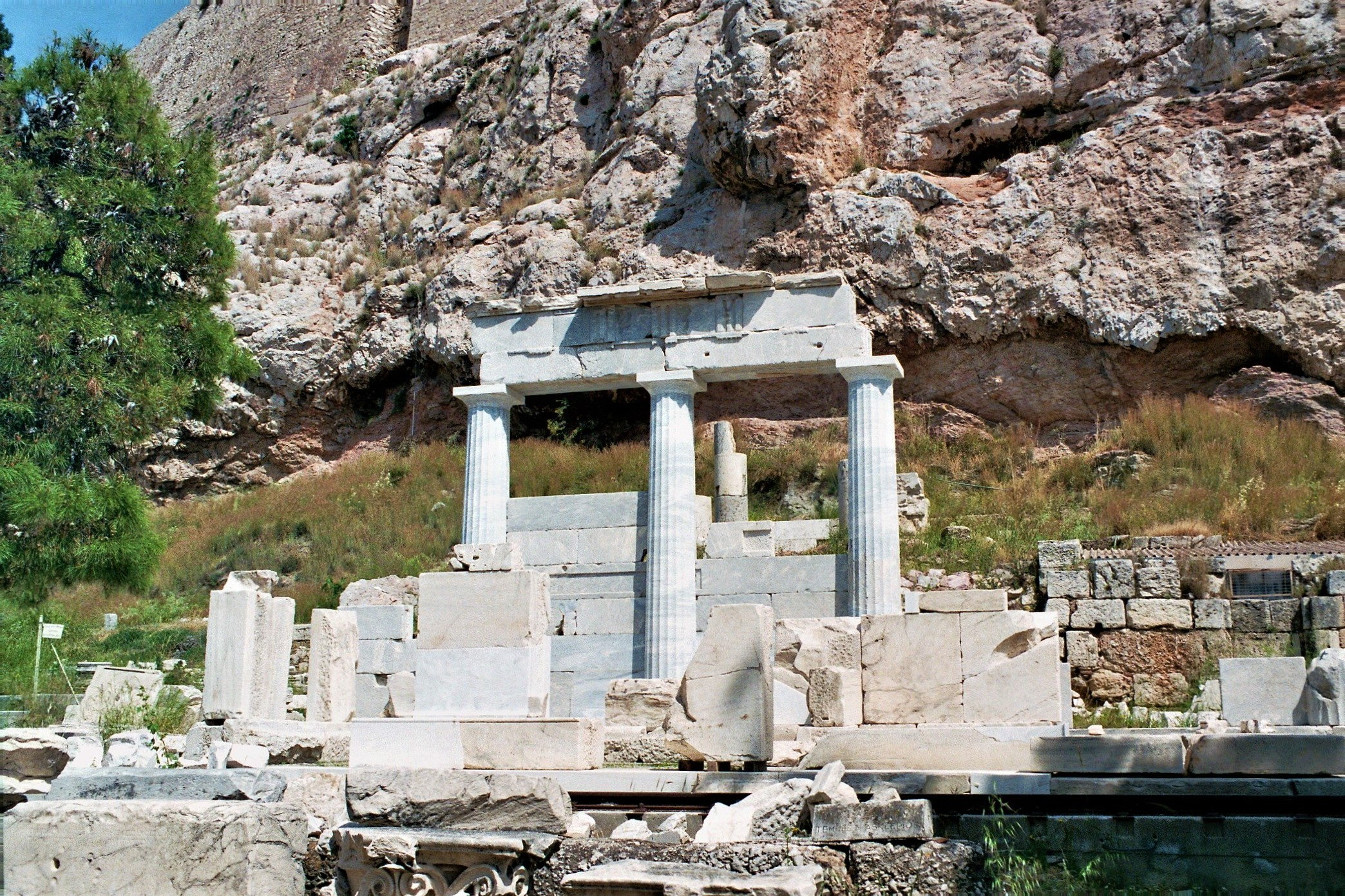
Asclepeion de Atenas.

En la ladera sur de la colina se encuentran los santuarios de Dioniso y Asclepio. Más allá se extiende una terraza al oeste del Asclepeion, donde hay varios santuarios más pequeños. El manantial micénico de este lugar había estado encerrado en una casa de manantial desde el período arcaico y había sido un centro para el culto a Pan, las ninfas y posiblemente Hermes desde el siglo V a. C. Su límite estaba indicado por un horos construido en el muro que definía el Peripatos. Susan Walker identificó esto como un culto estatal. Una inscripción del siglo I a. C. encontrada en el lugar menciona a Hermes, Pan, Afrodita, las Ninfas e Isis. Además un pequeño templo in antis que data del siglo II d. C. se identifica con Isis que, según evidencia epigráfica, fue restaurada por un mecenas privado. Pausanias describe un templo de Temis aquí directamente detrás de un monumento al héroe Hipólito, varias inscripciones romanas denotan a Temis como la epíclesis de diferentes diosas. Finalmente, hay nichos votivos en el lecho de roca al oeste del Asclepieion. Este desarrollo ad hoc sugiere que se trataba de un lugar de peregrinación privada en lugar de un ritual público. Pala considera que los santuarios de Afrodita de la ladera sur pueden haber sido parte de un camino de peregrinación, junto con la cueva de Afrodita en la cara norte donde se adoraba a la diosa en su aspecto kourotrófico, que las novias y las esposas podrían haber tomado.

## Santuario de la ninfa
El Santuario de la ninfa es un santuario al aire libre al sur del posterior Herodeion. No es accesible desde los Peripatos. El templo fue excavado entre 1955 y 1960, cuando se descubrió una variedad de evidencia de uso, incluido un horos con la inscripción «límite del santuario de la ninfa», y una gran cantidad de lutróforos la mayoría de las cuales eran figuras negras que datan del siglo VI a. C. Ninfa es una oscura figura del panteón que era protectora del matrimonio y de las ceremonias nupciales.. El yacimiento constaba de un altar, un períbolo oval y una estructura absidal sobre el altar. El lutróforo era utilizado por los suplicantes para transportar agua desde el manantial de Eneacrunos, cerca del  río Iliso, para el baño prenupcial de la novia. Esta procesión recibía el nombre de lutroforia. El santuario duró hasta el siglo I, cuando el recinto fue destruido.

## Afrodita Pandemos, Peito, Ge Kourotrophos, Deméter Cloe
Es un punto de controversia si la ladera sur albergó uno o dos santuarios a Afrodita. Además de la ya mencionada Afrodita Hipólita, puede darse el caso de que el culto a Afrodita Pandemos estuviera situado sobre el Herodeion.  Pausanias enumera su santuario junto con el de Peito (diosa de la persuasión) al oeste del Asclepeion. En esta terraza, que se extiende hasta el bastión de Niké, Pausanias también localiza santuarios a Gea Kourótrofos y Deméter Cloe. Aquí se han encontrado algunos fragmentos de cerámica y figurillas asociadas a Afrodita. Las demás adscripciones, sin embargo, siguen sin ser concluyentes.